# Tetragnatha cladognatha
Tetragnatha cladognatha är en spindelart som beskrevs av Philipp Bertkau 1880. 
Tetragnatha cladognatha ingår i släktet sträckkäkspindlar, och familjen käkspindlar. Inga underarter finns listade i Catalogue of Life.